# همیشه یادم می‌ماند که تابستان پیش چه کردی
همیشه یادم می‌ماند که تابستان پیش چه کردی (به انگلیسی: I'll Always Know What You Did Last Summer) فیلمی محصول سال ۲۰۰۶ به کارگردانی سیلوین وایت است. در این فیلم بروک نوین، دیوید پیتکاو، توری دویتو، بن ایستر و دن شنکس بازی کردند. این فیلم دنباله فیلم‌های می‌دانم تابستان پیش چه کردی و هنوز یادم است تابستان پیش چه کردی است.